# Adam Opel
Adam Opel, född 9 maj 1837 i Rüsselsheim, död 8 september 1895 i Rüsselsheim, var en tysk fabrikör som  grundade företaget Opel.
Adam Opel började sin yrkesbana som klensmedslärling i verkstaden hos sin far Wilhelm Opel (1803–1867), i likhet med sina bröder.
Från 1857 praktiserade han under några vandringsår i olika länder. Han arbetade i Belgien och England och kom därefter till Paris där han en period arbetade i en symaskinsfabrik. 1862 återkom han till sin hemstad där han 1863 grundade sin egen symaskinsmanufaktur och la därmed grunden till firman Opel.
1868 gifte han sig med Sophie Marie Scheller (1840-1913), dottern till värdshusvärden Scheller. Med henne fick Adam Opel fem söner: Carl, Wilhelm, Heinrich, Fritz och Ludwig Opel. 1886 började han tillverka cyklar och skaffade sig därmed ytterligare en verksamhetsgren. Opel blev snabbt Tysklands största cykeltillverkare. 
Opel insjuknade vid 58 års ålder i tyfus och avled varvid hans hustru Sofie Opel tillsammans med sönerna övertog ledningen av firman. Tre år efter Adam Opels död började familjen Opel att tillverka automobiler, ett område där företaget senare kom att få en ledande ställning i Europa.